# Московский казачий графа Дмитриева-Мамонова полк
Московский казачий графа Дмитриева-Мамонова полк — ополченская кавалерийская часть Русской императорской армии, сформированная на личные средства графа  М. А. Дмитриева-Мамонова.

## История
В марте 1813 года в Московской губернии из крепостных и добровольцев разных сословий обер-прокурор 6-го департамента Правительствующего Сената граф М. А. Дмитриев-Мамонов сформировал казачий полк в составе шести эскадронов. В августе того же года наименован Московским казачьим графа Дмитриева-Мамонова полком.
Участвовал в Заграничных походах Русской армии. В герцогстве Баденском казаки вступили в драку с офицерами австрийского отряда. Защищая подчиненных, граф Дмитриев-Мамонов нагрубил генерал-полицмейстеру армии Ф. Ф. Эртелю. Полк был расформирован 27 августа 1814 года во французском городе Форлуи.

## Шефы
- генерал-майор граф Дмитриев-Мамонов, Матвей Александрович

## Командиры
- полковник князь Святополк-Четвертинский Б. А.

## Известные люди, служившие в полку
- П. А. Вяземский — известный русский поэт, литературный критик, историк, переводчик, публицист, мемуарист, государственный деятель[3][4].